# Ouzouer-sur-Loire
Ouzouer-sur-Loire ist eine französische Gemeinde mit 2.560 Einwohnern (Stand: 1. Januar 2022) im Département Loiret in der Region Centre-Val de Loire. Die Gemeinde gehört zum Arrondissement Orléans und zum Kanton Sully-sur-Loire. Die Einwohner werden Oratoriens genannt.

## Geographie
Ouzouer-sur-Loire liegt etwa 35 Kilometer ostsüdöstlich von Orléans an der Loire. Im Norden liegt der Wald von Orléans. Das Gemeindegebiet wird vom Fluss Bonnée durchquert, die hier noch den Namen Ruisseau de Ravoir trägt. Umgeben wird Ouzouer-sur-Loire von den Nachbargemeinden Les Bordes im Norden und Nordwesten, Montereau im Norden und Nordosten, Dampierre-en-Burly im Osten und Südosten, Lion-en-Sullias im Süden, Saint-Aignan-le-Jaillard im Südwesten, Sully-sur-Loire im Westen und Südwesten, Saint-Père-sur-Loire im Westen sowie Bonnée im Westen und Nordwesten.
Durch die Gemeinde führt die frühere Route nationale 152 (heutige D952).

## Bevölkerung
| 1962 | 1968 | 1975 | 1982 | 1990 | 1999 | 2006 | 2018 |
| ---- | ---- | ---- | ---- | ---- | ---- | ---- | ---- |
| 1022 | 1075 | 1405 | 2039 | 2310 | 2524 | 2638 | 2690 |

## Sehenswürdigkeiten
- Kirche Saint-Martin, ursprünglich von 1565, mehrfach zerstört

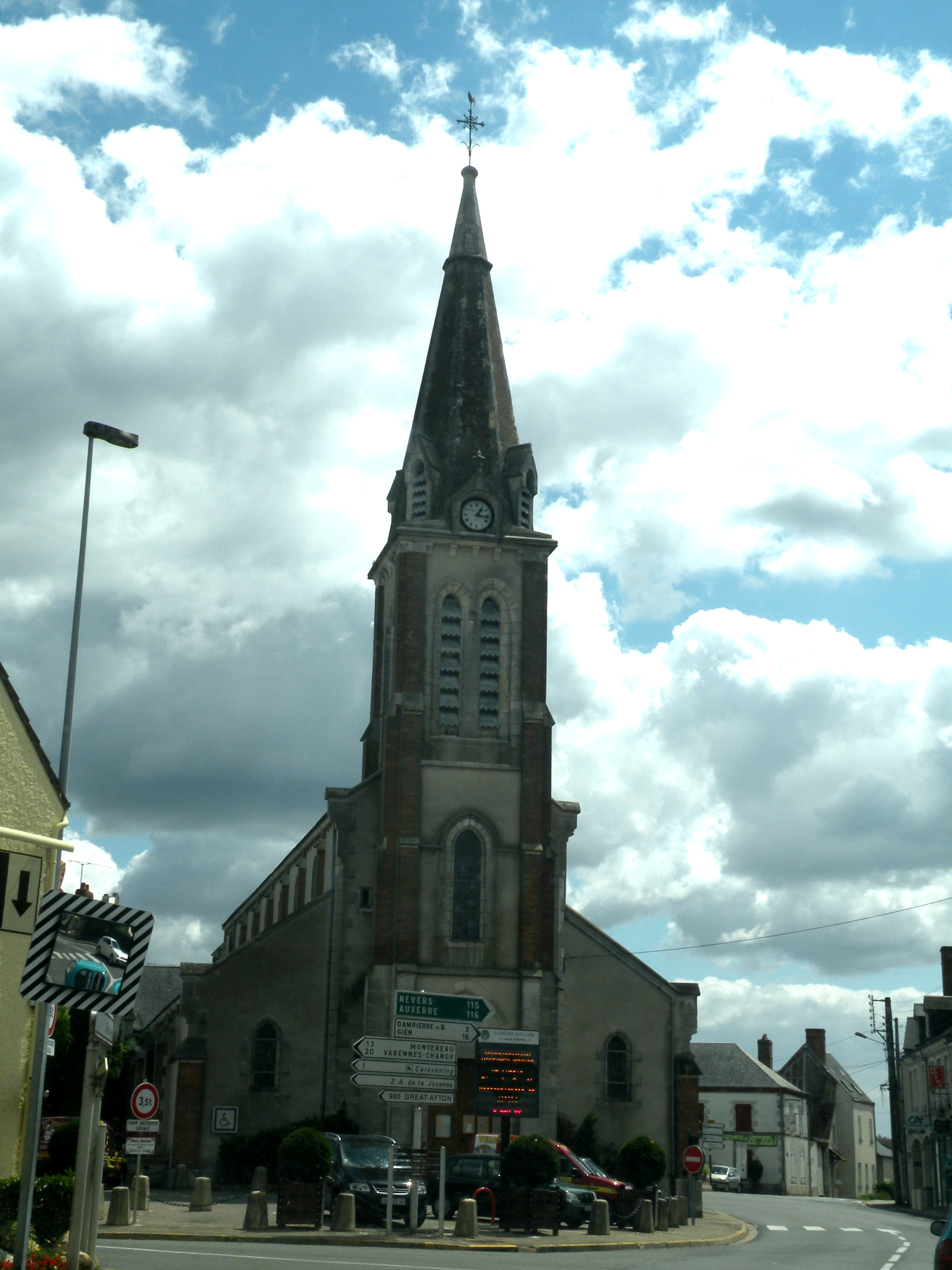
Kirche Saint-Martin

## Gemeindepartnerschaft
Mit der britischen Gemeinde Great Ayton in North Yorkshire (England) besteht eine Partnerschaft.